# Вахтанг IV
Вахтанг IV (груз. ვახტანგ IV) (1413—1446) — царь Грузии (1442 — декабрь 1446). Старший сын царя Александра I Великого и Дуландухт, дочери князя Бешкена Орбели. Из династии Багратионов.
В последний год правления отца царевич Вахтанг и его братья Дмитрий и Георгий (VIII) стали соправителями Александра I Великого. После отречения Александра в 1442 году, Вахтанг объявил себя царем Грузии, позволив младшим братьям управлять во вверенных регионах и быть его вассалами. Власть Вахтанга IV ослабевала, что способствовало дроблению страны. Восьмое нашествие войск Тамерлана раздробило страну на региональные царства.
Царствование Вахтанга IV отмечено вторым нашествием туркменским шахом шахом Джаханом. Сражение прошло в южной Грузии (Ахалцихе), но шаху не удалось преодолеть жестокое сопротивление грузинского войска. Ночью шах Джахан тайком покинул поле боя и возвратился в Табриз.
Царь Вахтанг IV умер после четырех лет правления, не оставив после себя наследников и власть перешла к его брату Георгию VIII.